# Anca Muscholl
Anca Muscholl, née en Roumanie, est une enseignante-chercheuse en informatique, spécialiste en informatique théorique et notamment en méthodes formelles. Elle fait sa recherche au Laboratoire bordelais de recherche en informatique (LaBRI) et enseigne à l'université de Bordeaux. En 2010, elle reçoit la médaille d'argent du CNRS.

## Biographie
Anca Muscholl nait en Roumanie en 1965 ou 1966. Elle se passionne dès son plus jeune âge pour les mathématiques. Elle émigre en Allemagne, à l’âge de 17 ans et reçoit l'asile politique en Allemagne. En 1985 et 1986, elle reçoit le premier prix du concours fédéral de mathématiques (de) allemand. Elle obtient un master d'informatique à l'université technique de Munich puis soutient en 1994 sa thèse de doctorat à l'université de Stuttgart. Elle y obtient également son habilitation universitaire. En 1999, elle rejoint l'université Paris-Diderot en tant que professeure. En 2006, elle entre à l'université de Bordeaux où elle dirige actuellement le groupe de recherche de méthode formelle. Ses recherches portent notamment sur la théorie des automates, la logique, les vérifications formelles, le calcul distribué, la théorie des bases de données. Anca Muscholl fait partie du comité d'organisation de l'International Colloquium on Automata, Languages and Programming et du Symposium on Theoretical Aspects of Computer Science de 2008 à 2014. Elle est également membre du conseil de l'European Association for Theoretical Computer Science et est membre du comité de rédaction de la revue Information Processing Letters de 2006 à 2015,.

## Honneurs et récompenses
- 2010 : Médaille d'argent du CNRS[3]
- 2007-2012 : membre junior de l'Institut universitaire de France[4].